# Lüterswil

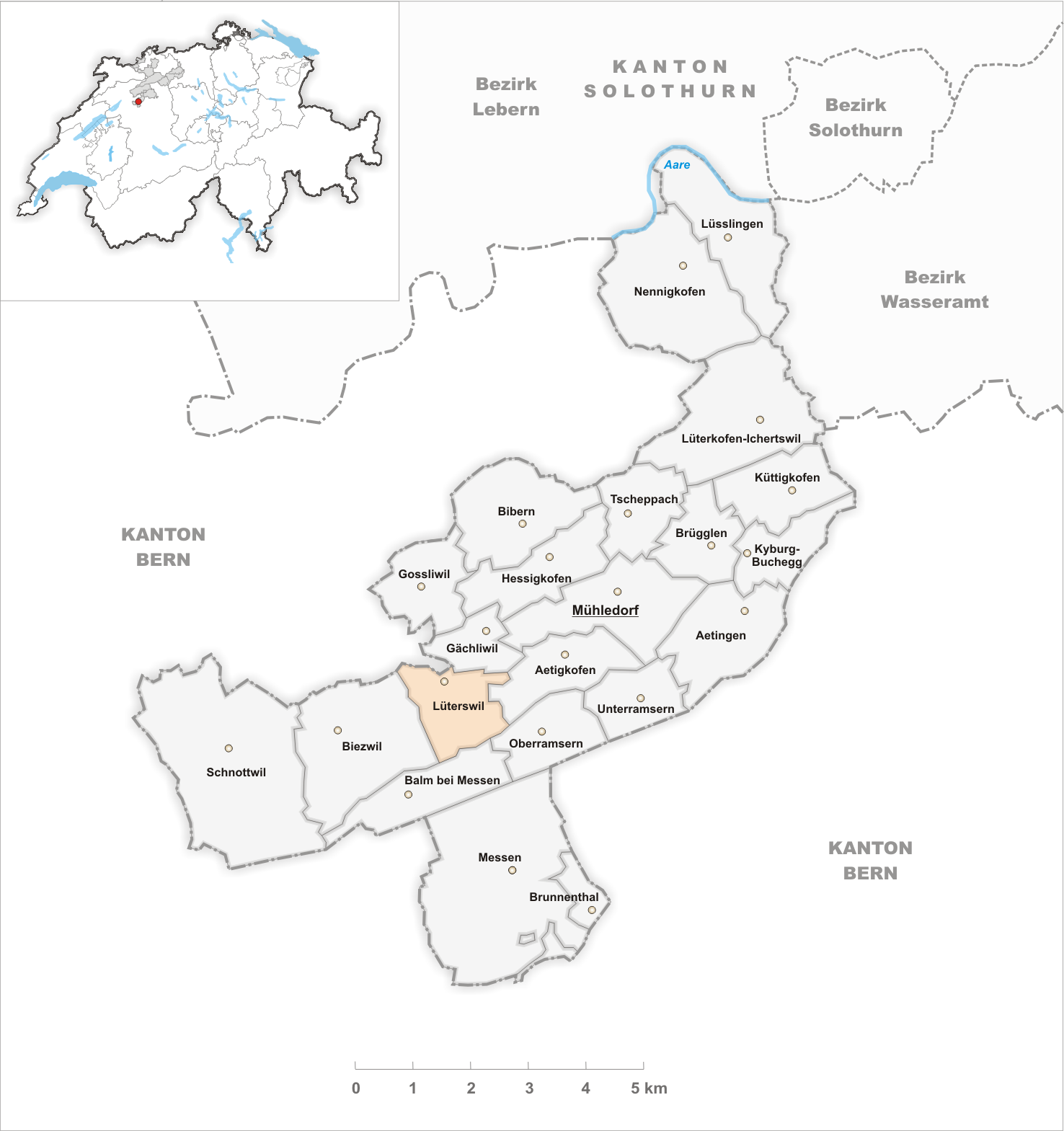
Gemeindestand vor der Fusion am 1. Januar 1995

Lüterswil war eine selbständige politische Gemeinde im Bezirk Bucheggberg, Kanton Solothurn, Schweiz. 1995 fusionierte Lüterswil mit der ehemaligen Gemeinde Gächliwil zur Gemeinde Lüterswil-Gächliwil. Seit 2024 gehört das Dorf zur Gemeinde Buchegg.